# التدراف، بابلینگن
التدراف، بابلینگن (به آلمانی: Altdorf, Böblingen) یک شهرداری در آلمان است که در بوبلینگین واقع شده‌است.

## خصوصیات
التدراف ۱۷٫۴۷ کیلومترمربع مساحت دارد ۴۸۳ متر بالاتر از سطح دریا واقع شده‌است.

## خواهرخوانده
شهر Nanteuil-le-Haudouin خواهرخواندهٔ التدراف، بابلینگن هست.